# Kroglaks
Kroglaks kalder man en hanlaks, der som forberedelse til gydningen udvikler en en kroglignende forlængelse af underkæben. Krogen kan måle op til 5 centimeter i højden. Laksens mund kan ikke lukkes helt, selv om krogen kan gennembore snuden. Hannerne bruger krogen under de hidsige kampe om hunnerne. Kroglaks kan blive over 100 centimeter lange og veje mere end 15 kilo.
| Fisk | Spire Denne artikel om fisk er en spire som bør udbygges. Du er velkommen til at hjælpe Wikipedia ved at udvide den. |